# Dendrobeania klugei
Dendrobeania klugei är en mossdjursart som beskrevs av Androsova 1958. Dendrobeania klugei ingår i släktet Dendrobeania och familjen Bugulidae. Inga underarter finns listade i Catalogue of Life.